# Podnoszenie ciężarów na Letnich Igrzyskach Olimpijskich 1972 – waga piórkowa mężczyzn
Rywalizacja w wadze do 60 kg mężczyzn w podnoszeniu ciężarów na Letnich Igrzyskach Olimpijskich 1972 odbyła się 29 sierpnia 1972 roku w hali Gewichtheberhalle. W rywalizacji wystartowało 13 zawodników z 11 krajów. Tytułu sprzed czterech lat nie obronił Japończyk Yoshinobu Miyake, który tym razem zajął czwarte miejsce. Nowym mistrzem olimpijskim został Bułgar Norair Nurikjan, srebrny medal zdobył Dito Szanidze z ZSRR, a trzecie miejsce zajął Węgier János Benedek.

## Wyniki
| Pozycja | Zawodnik         | Reprezentacja   | Waga  | Wyciskanie | Wyciskanie | Wyciskanie | Rwanie | Rwanie | Rwanie | Podrzut | Podrzut | Podrzut | Wynik |
| Pozycja | Zawodnik         | Reprezentacja   | Waga  | 1          | 2          | 3          | 1      | 2      | 3      | 1       | 2       | 3       | Wynik |
| ------- | ---------------- | --------------- | ----- | ---------- | ---------- | ---------- | ------ | ------ | ------ | ------- | ------- | ------- | ----- |
| 1. !    | Norair Nurikjan  | Bułgaria        | 59,70 | 122,5      | 127,5      | 130,0      | 112,5  | 117,5  | 117,5  | 147,5   | 157,5   | –       | 402,5 |
| 2. !    | Dito Szanidze    | ZSRR            | 59,60 | 120,0      | 125,0      | 127,5      | 115,0  | 120,0  | 120,0  | 147,5   | 152,5   | 155,0   | 400,0 |
| 3. !    | János Benedek    | Węgry           | 59,85 | 120,0      | 125,0      | 130,0      | 115,0  | 120,0  | 120,0  | 145,0   | 150,0   | 150,0   | 390,0 |
| 4       | Yoshinobu Miyake | Japonia         | 59,60 | 120,0      | 125,0      | 125,0      | 115,0  | 120,0  | 120,0  | 145,0   | 150,0   | 150,0   | 385,0 |
| 5       | Kurt Pittner     | Austria         | 59,60 | 120,0      | 125,0      | 125,0      | 112,5  | 117,5  | 117,5  | 145,0   | 150,0   | 152,5   | 382,5 |
| 6       | Rolando Chang    | Kuba            | 58,90 | 112,5      | 117,5      | 120,0      | 107,5  | 112,5  | 115,0  | 137,5   | 142,5   | 142,5   | 377,5 |
| 7       | Mieczysław Nowak | Polska          | 59,85 | 120,0      | 120,0      | 125,0      | 110,0  | 110,0  | 115,0  | 145,0   | 145,0   | 155,0   | 375,0 |
| 8       | Peppino Tanti    | Włochy          | 60,00 | 120,0      | 125,0      | 125,0      | 102,5  | 102,5  | 107,5  | 140,0   | 145,0   | 145,0   | 367,5 |
| 9       | Ymer Pampuri     | Albania         | 59,35 | 120,0      | 125,0      | 127,5      | 85,0   | 90,0   | –      | 125,0   | 130,0   | 130,0   | 342,5 |
| 10      | Chen Kue-Sen     | Chińskie Tajpej | 59,80 | 100,0      | 110,0      | 110,0      | 92,5   | 100,0  | 100,0  | 120,0   | 125,0   | 130,0   | 327,5 |
| 11      | Julio Martínez   | Portoryko       | 59,80 | 92,5       | 100,0      | 100,0      | 100,0  | 105,0  | 110,0  | 127,5   | 135,0   | 135,0   | 325,0 |
| –       | Jan Wojnowski    | Polska          | 59,30 | 120,0      | 125,0      | 125,0      | 115,0  | 120,0  | 125,0  | 147,5   | 147,5   | 147,5   | DNF   |
| –       | Kenkichi Andō    | Japonia         | 59.30 | 125.0      | 125.0      | 125.0      | -      | -      | -      | -       | -       | -       | DNF   |